# Le temps me dure
Le temps me dure est le dix-septième roman de la femme de lettres canadienne Antonine Maillet. Publié en 2003, ce roman autobiographique constitue le dernier volet d'une trilogie commencée par On a mangé la dune et Le Chemin Saint-Jacques.